# روکاسانا (آلاباما)
روکاسانا (به انگلیسی: Roxana) یک منطقهٔ مسکونی در ایالات متحده آمریکا است که در آلاباما واقع شده‌است. روکاسانا ۲۲۴٫۹۵ متر بالاتر از سطح دریا واقع شده‌است.